# 콩세알N
콩세알N은 도시와 농촌지역이 교류․협력하여 친환경 생태농업의 좋은 사례를 발굴․개발하고, 청소년 진로, 생태, 문화교육을 실시하며 취약계층을 위한 사회 서비스 및 일자리를 제공하는 등의 사회적 목적 실현을 목적으로 2010년 12월 7일 설립·허가된 대한민국 농림수산식품부 소관의 사단법인이다. 사무실은 서울특별시 영등포구 7가 57번지에 있다.